# 小行星4157
小行星4157（英語：4157 Izu）是一颗围绕太阳公转的小行星。1988年12月11日，大島良明在静冈县发现了此天体。
这颗小行星的绝对星等为206.4483607983725等。